# Hochzeitstag
Der Hochzeitstag ist der Jahrestag einer Hochzeit, also ein Hochzeits-Jubiläum.
Im deutschen Sprachraum gibt es regional oft verschiedene Bezeichnungen für Hochzeitsjubiläen entsprechend der Dauer der Ehe. Manche Bezeichnungen sind auch mehrfach vergeben; so kann beispielsweise die „Eiserne Hochzeit“ für 6, 41, 60, 65, 70 oder 75 Ehejahre stehen. Helmut Walther von der Gesellschaft für deutsche Sprache merkt in einem Übersichtsartikel an, dass bei der Namensgebung vieler Jahrestage die „Geschäftsinteressen v. a. des Blumen- und des Schmuckhandels […] nicht zu übersehen [sind].“ Hochzeitsjubiläen haben je nach lokaler Tradition nicht nur oft eigene Namen, sondern auch eigene Bräuche. Es werden zu den verschiedenen Hochzeitstagen oft Geschenke gemacht, die das Material des jeweiligen Namens beinhalten.
Die bekanntesten und ältesten überregionalen Ausdrücke sind „Silberne Hochzeit“, „Goldene Hochzeit“ und „Diamantene Hochzeit“ für den 25., 50. und 75. Jahrestag der Heirat, wobei die Bezeichnung „Diamantene Hochzeit“ heutzutage meist für das 60. Jubiläum verwendet wird. Die Bezeichnung „Goldene Hochzeit“ ist bereits um 1600 nachweisbar.
Im Lauf der Zeit wurden vielen anderen entsprechenden Jahrestagen Namen zugewiesen, die sich teilweise einer gewissen Verbreitung erfreuen, teilweise nur regional verwendet werden. Neben den jährlichen Jahrestagen sind einige Bezeichnungen für gebrochene Feiertage entstanden, die sich vom 25-jährlichen Rhythmus ableiten. So entstanden bereits im 19. Jahrhundert durch fortlaufende Halbierung 12 1⁄2 Jahre und 6 1⁄4 Jahre und auch 37 1⁄2 Jahre, letztere als Halbierung von 75 Jahren.

## Statistiken zu Hochzeitsjubiläen in Deutschland
1991 feierten 71.000 Ehepaare in Deutschland ihre Goldene Hochzeit, 2001 rund 190.000 Paare. Im Jahr 2010 waren rund 20 Millionen Ehen registriert. Davon waren zehn Millionen Ehepaare länger als 25 Jahre und eine Million länger als 50 Jahre verheiratet. 10.000 Paare waren bereits länger als 65 Jahre verheiratet.

## Hochzeitsjubiläen in Österreich
Im Jahr 2019 gratulierte die Stadt Wien 1.519 Ehepaaren zu ihrer Goldenen Hochzeit und 681 Ehepaaren zu ihrer Diamantenen Hochzeit. Insgesamt wurden 2.528 Paare in diesem Jahr geehrt.

## Bezeichnungen
Die folgende Tabelle ist eine unvollständige Sammlung nur einiger der vielen regional verschiedenen Bezeichnungen für die Jahresjubiläen, die sich teils widersprechen, da es keinen Standard in Deutschland oder Österreich gibt, obwohl dies auf vielen Websites (aus offensichtlichen kommerziellen Gründen) vorgetäuscht wird. Manche Jubiläen haben bis zu sieben verschiedene Bezeichnungen, und manche Bezeichnungen werden für andere Jubiläen in anderen Regionen verwendet. Es gibt in Deutschland mindestens so viele Varianten wie in Österreich.
| Jahre  | Bezeichnungen in Deutschland und Österreich |
| ------ | --- |
| 0      | Grüne Hochzeit, Weiße Hochzeit |
| ¾      | Bierhochzeit |
| 1      | Baumwollene Hochzeit, Papierene Hochzeit, Papierhochzeit |
| 2      | Baumwollene Hochzeit, Baumwollhochzeit, Lederne Hochzeit, papierene Hochzeit                                                                                      |
| 3      | Lederne Hochzeit, Lederhochzeit, Freundschaftshochzeit, Tannenhochzeit, Fruchthochzeit, Weizenhochzeit                                                            |
| 4      | Seidene Hochzeit, Seidenhochzeit, Bernsteinhochzeit, Leinenhochzeit, Wachshochzeit                                                                                |
| 5      | Hölzerne Hochzeit, Holzhochzeit, Fleißhochzeit, Ochsenhochzeit, Bullenhochzeit, Veilchenhochzeit                                                                  |
| 6      | Eiserne Hochzeit, Ochsenhochzeit, zinnerne Hochzeit, Zypernhochzeit, Zuckerhochzeit                                                                               |
| 6 1⁄4  | Hammelhochzeit, zinnerne Hochzeit |
| 6 1⁄2  | Zinnerne Hochzeit, Zinnhochzeit |
| 7      | Kupferne Hochzeit, Kupferhochzeit, Messinghochzeit, Wollene Hochzeit, Freundschaft                                                                                |
| 8      | Blechhochzeit, blecherne Hochzeit, bronzene Hochzeit, Klatschmohnhochzeit, Nickelhochzeit, Salzhochzeit, Steinguthochzeit, Bronzehochzeit                         |
| 9      | Fayencehochzeit, gläserne Hochzeit, Glashochzeit, Keramikhochzeit, Kristallhochzeit, Ochsenhochzeit, Porzellanhochzeit, Wasserhochzeit, Weidenhochzeit            |
| 10     | Hölzerne Hochzeit, Rosenhochzeit, Aluminiumhochzeit, Ochsenhochzeit, gläserne Hochzeit, zinnerne Hochzeit                                                         |
| 11     | Fastnachtshochzeit, Korallenhochzeit, stählerne Hochzeit, Stahlhochzeit                                                                                           |
| 12     | Nickelhochzeit, Zinnerne Hochzeit, Veilchenhochzeit, Erdenhochzeit, Leinenhochzeit, Seidenhochzeit                                                                |
| 12 1⁄2 | Petersilienhochzeit, Blecherne Hochzeit, Blechhochzeit, Kupferne Hochzeit, Kupferhochzeit, Mittlere Hochzeit, Nickelhochzeit, Veilchenhochzeit, Zinnerne Hochzeit |
| 13     | Veilchenhochzeit, Maiglöckchenhochzeit, Salzhochzeit, Spitzenhochzeit                                                                                             |
| 14     | Elfenbeinhochzeit, Achathochzeit, Bleihochzeit, Blaue Hochzeit |
| 15     | Kristallhochzeit, Kristallene Hochzeit, Glashochzeit, Gläserne Hochzeit, Lumpenhochzeit, Flaschenhochzeit, Plünnenhochzeit, Veilchenhochzeit                      |
| 16     | Saphirhochzeit |
| 17     | Orchideenhochzeit, Rosenhochzeit, Suppenhochzeit |
| 18     | Türkishochzeit |
| 19     | Cretonnehochzeit, Perlmutterhochzeit |
| 20     | Porzellanhochzeit, Chrysanthemenhochzeit, Dornenhochzeit, Kupferne Hochzeit, Kupferhochzeit                                                                       |
| 21     | Buchenhochzeit, Opalhochzeit |
| 22     | Bronzene Hochzeit, Turmalinhochzeit |
| 23     | Beryllhochzeit, Titanhochzeit |
| 24     | Satinhochzeit, Seidene Hochzeit |
| 25     | Silberne Hochzeit, Silberhochzeit |
| 26     | Eichenhochzeit, Jadehochzeit |
| 27     | Jutehochzeit, Mahagonihochzeit, Wurmhochzeit |
| 28     | Nelkenhochzeit, Nickelhochzeit |
| 29     | Samthochzeit, Ebenholzhochzeit |
| 30     | Landsknechthochzeit, Moppenhochzeit, Perlenhochzeit |
| 31     | Basanehochzeit, Lindenhochzeit |
| 32     | Kupferne Hochzeit, Lapislazulihochzeit, Seifenhochzeit |
| 33     | Zinnhochzeit, Porphyrhochzeit |
| 33 1⁄3 | Knoblauchhochzeit |
| 34     | Zinnerne Hochzeit |
| 35     | Leinenhochzeit, Leinwandhochzeit, Korallenhochzeit |
| 36     | Smaragdhochzeit |
| 37     | Malachithochzeit |
| 37 1⁄2 | Aluminiumhochzeit |
| 38     | Feuerhochzeit |
| 39     | Krepphochzeit, Sonnenhochzeit |
| 40     | Granatene Hochzeit, Granathochzeit, rubinene Hochzeit, Rubinhochzeit, Smaragdhochzeit                                                                             |
| 41     | Birkenhochzeit, eiserne Hochzeit |
| 42     | Granathochzeit |
| 43     | Bleierne Hochzeit |
| 44     | Sternenhochzeit |
| 45     | Messinghochzeit |
| 46     | Lavendelhochzeit |
| 47     | Kaschmirhochzeit |
| 48     | Amethysthochzeit |
| 49     | Zedernhochzeit |
| 50     | Goldene Hochzeit |
| 51     | Weidenhochzeit |
| 52     | Topashochzeit |
| 53     | Uranhochzeit |
| 54     | Zeushochzeit |
| 55     | Platinhochzeit, Juwelenhochzeit |
| 56     | Asternhochzeit |
| 57     | Jadehochzeit |
| 58     | Engelshochzeit |
| 59     | Gezeitenhochzeit |
| 60     | Diamantene Hochzeit |
| 61     | Ulmenhochzeit |
| 62     | Aquamarinhochzeit |
| 63     | Quecksilberhochzeit |
| 64     | Himmelshochzeit |
| 65     | Eiserne Hochzeit |
| 66     | Schnittlauchhochzeit |
| 67     | Steinerne Hochzeit |
| 68     | Granithochzeit |
| 69     | Lärchenhochzeit |
| 70     | Gnadenhochzeit, Platinhochzeit, Eiserne Hochzeit |
| 71     | Ockerhochzeit |
| 72     | Gnadenhochzeit |
| 72 1⁄2 | Juwelenhochzeit |
| 73     | Gusseisenhochzeit |
| 74     | Apfelhochzeit |
| 75     | Alabasterhochzeit, Kronjuwelenhochzeit, Eiserne Hochzeit, Diamantene Hochzeit, Radiumhochzeit                                                                     |
| 76     | Zypressenhochzeit |
| 77     | Lavendelhochzeit |
| 78     | Ebenholzhochzeit |
| 79     | Kaffeehochzeit |
| 80     | Eichenhochzeit |
| 81     | Kakaohochzeit |
| 82     | Nelkenhochzeit |
| 83     | Begonienhochzeit |
| 84     | Chrysanthemenhochzeit |
| 85     | Engelshochzeit |
| 86     | Hortensienhochzeit |
| 87     | Walnusshochzeit |
| 88     | Birnenhochzeit |
| 89     | Feigenhochzeit |
| 90     | Marmorhochzeit |
| 91     | Kiefernhochzeit |
| 92     | Lilienhochzeit |
| 93     | Lapislazulihochzeit |
| 94     | Palmenhochzeit |
| 95     | Sandelholzhochzeit |
| 96     | Olivenhochzeit |
| 97     | Tannenhochzeit |
| 98     | Kiefernhochzeit |
| 99     | Weidenhochzeit |
| 100    | Himmelshochzeit |
| Jahre  | Bezeichnungen in Deutschland und Österreich |

## Bräuche und Traditionen
Die Bräuche, Geschenke und Dekorationen orientieren sich stark an den Bezeichnungen des jeweiligen Hochzeitstages.
Nach einem Jahr Ehe wird die Papierhochzeit gefeiert. Eine bekannte Tradition ist es, den obersten Stock der Hochzeitstorte an dem Jubiläum zu essen. Dafür wird entweder der oberste Teil eingefroren oder eine kleinere Version der Hochzeitstorte für den Hochzeitstag bestellt. Ein anderer Brauch ist es, den Hochzeitsfilm anzuschauen. Viele Paare sparen sich diesen Moment bis zum 1. Jubiläum auf.
Zur Hölzernen Hochzeit nach 5 Jahren ist es in ländlichen Regionen üblich, dass das Ehepaar den Hochzeitstanz in Holzschuhen wiederholt. Zusätzlich werden Dekorationselemente aus Holz für die Feier verwendet oder Holzspäne im Innenbereich verteilt. Wenn das Paar noch ohne Nachwuchs ist, heißt das 5. Jubiläum Ochsenhochzeit. Zu diesem Hochzeitstag werden üblicherweise Kondome, in die vorher ein Loch gestochen wurde, an das Ehepaar verschenkt. Zur Fleißhochzeit, bei der das Ehepaar schon mehrere Kinder gezeugt hat, sind keine Bräuche bekannt.
Am Tag der Rosenhochzeit nach 10 Jahren Ehe wird üblicherweise ein Rosenstock im Garten des Ehepaares gepflanzt. Außerdem ist es Tradition, dass der Ehemann seiner Partnerin zehn rote Rosen schenkt.
Die Petersilienhochzeit nach 12,5 Jahren wird traditionellerweise von den Trauzeugen und Freunden des Ehepaares ausgerichtet. Die Speisen und Getränke sollen von den Gästen der Feier mitgebracht werden.
Bei der Porzellanhochzeit nach 20 Jahren ist es Brauch, dass gemeinsam Geschirr aus Porzellan zerschlagen wird oder die gesamte Porzellantafel erneuert wird. Die Farbe Weiß und Figuren aus Porzellan werden zu Dekorationszwecken verwendet.
Bei der Silbernen oder Goldenen Hochzeit werden häufig Kränze mit der jeweiligen Zahl an die Tür oder im Garten des Ehepaares aufgehängt. Dieser Brauch ist auch als „Kränzen“ bekannt. Traditionellerweise werden die Kränze von den Nachbarn angefertigt. 
Bei der Silbernen Hochzeit unterscheiden sich die Bräuche in Nord- und Süddeutschland stark. In Norddeutschland wird die Eingangstür mit silberfarbenen Dekorationen, Tannenzweigen und der Zahl 25 geschmückt. Zusätzlich werden rote Tücher aufgehängt, um böse Geister und Hexen zu vertreiben. In Süddeutschland werfen Freunde und Bekannte des Jubelpaares silbernes Besteck aus dem Fenster.
Für die Goldene Hochzeit wird oft ein Blumenstrauß verschenkt, der entweder vollständig in Gold besprüht wird oder goldene Accessoires aufweist. Zusätzlich werden zwei Tannen vor der Tür mit einer goldenen Girlande verbunden. Jede Tanne steht für einen der beiden Ehepartner.
Zur Rubinhochzeit nach 40 Jahren oder zur Diamantenen Hochzeit nach 60 Jahren wird manchmal der jeweilige Stein in die Eheringe des Paares eingearbeitet. Weitere Bräuche existieren nicht für dieses Jubiläum, allerdings wird häufig mit der Farbe Rot dekoriert. Die Diamantene Hochzeit hingegen wird üblicherweise von der Familie des Ehepaares ausgerichtet.

## Rekorde
Die bisher längste bekannte Ehe sollen Karam (* 10. November 1905; † 30. September 2016) und Kartari Chand (* 1. November 1912; † 28. Dezember 2019) aus Bradford (Großbritannien) ab dem 11. Dezember 1925 geführt haben (90 Jahre, 9 Monate).
Im Guinness-Buch der Rekorde ist die Ehe der US-Amerikaner Herbert (* 10. Juni 1905; † 27. Februar 2011) und Zelmyra Fisher (* 10. Dezember 1907; † 20. Februar 2013) als Rekord geführt: Sie heirateten am 13. Mai 1924 in North Carolina (USA) und waren so 86 Jahre und 290 Tage verheiratet. Ein weiteres „am längsten verheiratetes Ehepaar“ stammte aus China und war 87 Jahre verheiratet.